# فهمي هويدي
محمود فهمي عبد الرزاق هويدي وشهرته فهمي هويدي (29 أغسطس 1937 بالصف، الجيزة -) كاتب وصحفي متخصص في شؤون العالم العربى والإسلامي، ويعد من أبرز المفكرين المعاصرين.

## حياته المهنية
- تخرج في كلية الحقوق جامعة القاهرة عام 1960.
- التحق بقسم الأبحاث في جريدة الأهرام القاهرية من عام 1958 حتى عام 1965 حيث قضى فيها 18 عامًا تدرج خلالها في مواقع العمل إلى أن صار سكرتير تحرير الجريدة.
- انضم منذ 1976 إلى أسرة مجلة العربي الكويتية وأصبح مدير التحرير فيها.
- تخصص في معالجة الشؤون الإسلامية حيث شارك في كثير من ندوات ومؤتمرات الحوار الإسلامي وقام بزيارات عمل ميدانية إلى مختلف بلدان العالم الإسلامي في آسيا وأفريقيا وتولى التعريف بها في سلسلة استطلاعات مجلة العربي. تولى بعد ذلك رئاسة تحرير مجلة «ارابيا» الإنجليزية التي كانت تصدر في إنجلترا عام 1983 لعدة اعوام قبل أن يتخذ قرار العودة نهائيا إلى مصر عام 1985، ليعود إلى صحيفة الأهرام وينشر مقالاً أسبوعياً كل ثلاثاء استمر دون انقطاع حتى عام 2008.
- يتحفظ هويدي على «قولبته» في إطار «الكاتب الإسلامي» وتساءل في عدد من الحوارات التي اجريت معه عن معنى هذا الـ«ختم» في حقيقته.
- يعتد هويدي بكونه صحفيا أولا وأخيراً، ولا يخفي تأثره بالصحفي المصري الراحل أحمد بهاء الدين وكذلك محمد حسنين هيكل. لعل هويدي من القلائل في الوطن العربي الذين يجوبون العالم لتجويد عملهم الصحفي وتحليلاتهم، يحركه الصحفي المثابر الذي يقبع بداخله ويدفعه بقوة. لهذا يعرف نفسه بأنه «صحفي» فقط ويترك لمن يشاء وضعه في خانة ما هو «إسلامي» وهي الصفة التي طالما تساءل عن معناها حيث أنه لا ينسبها إلى نفسه ويكتفي بانتمائه الإسلامي العروبي الوطني المستقل.
- واظب على كتابة مقالته الأسبوعية بالأهرام يوم الثلاثاء وصحيفة الشرق الأوسط يوم الأربعاء، إلى أن ترك الصحيفتين عام 2008، وتزامن ذلك مع تحوله إلى كتابة «عامود» يومى في صحيفة الدستور المصرية. استقال من العمل بالأهرام. ثم ترك «صحيفة الدستور» بعد أن تلقى دعوة للمشاركة في «الشروق الجديد».
- تنشر مقالته الاسبوعية (يوم الثلاثاء) في مصر بالتوازي مع لبنان، الإمارات، قطر، سلطنة عمان، البحرين، الأردن، الكويت.
- كذلك ينشر عموده اليومي في مصر وقطر والكويت.
- كرس معظم جهوده لمعالجة إشكاليات الفكر الإسلامي والعربي في واقعنا المعاصر، داعياً إلى ترشيد الخطاب الديني، ومواكبة أبجديات العصر، كما تناول كثيراً مسألة الصدام الإسلامي - العلماني، وتميزت تلك الكتابات بمحاولات جادة لتحرير الخلاف والدعوة إلى نبذ الغلو في الأفكار والأحكام المسبقة على الجانبين، هذا علاوة على امتلاكه مهارة لغوية، وقدرة إنشائية مما أهله بامتياز لأن يكون واحداً من أبرز الكتاب العرب والمفكريين المعاصرين.
- خلال الأعوام الأخيرة كرس فهمي هويدي شقاً كبيراً من كتابته حول القضية الفلسطينية والصراع العربي الإسرائيلى، وكأنه تجاوز مرحلة الكتابة عن الخطاب الدينى، ولم يعد إليها، فيما اعتبره هو استهداف الهم الأكبر للامة العربية وما تتعرض له من مخاطر، خاصة على صعيد محاولات تصفية القضية الفلسطينية.
- اعتنى كثيرا في مقالاته بقضايا الإصلاح السياسي والاجتماعي داخل مصر، بل وخصص لها عدداً من كتبه، كما أولى عناية خاصة بالقضية الفلسطينية شأنه شأن معظم الكتاب العرب، وتقوم "دار الشروق" على طباعة ونشر معظم كتبه الحديثة.
- دأب منذ سنوات طويلة على تناول قضايا المنطقة العربية، خاصة الصراع العربي الإسرائيلي والقضية الفلسطينية، مدافعا عن ثوابت الأمة وحق شعوبنا المحتلة في المقاومة، رافضا وكاشفا محاولات طمس هذه الثوابت واستبدالها بسياسة السلام الاستسلامي والتفريط في الحقوق العربية سواء في فلسطين أو غيرها. ركز في كثير من كتابته خلال السنوات الأخيرة أيضا على الشان المصري مدافعا عن حق المجتمع في ممارسة العمل السياسي السلمي، منتقدا الحديث عن التغيير الفوقي بينما يعاني المجتمع من قمع الحريات، كما تحدذ أيضاً عن "ظاهرة المصريين الجدد والعرب الجدد، المتخندقين وراء حدود استعمارية مصطنعة والذين يتبرأون من كل ما هو عربي.
- تم اعتقاله أيام الرئيس الراحل جمال عبد الناصر لمدة عامين، وكان يبلغ آنذاك السادسة عشر من العمر، ويقول أن تلك التجربة أثرت في حياته كثيراً. في الوقت ذاته، لم تؤثر تلك التجربة على إعجابه بعبد الناصر.

## حياته الشخصية
الأستاذ هويدي متزوج ولديه ثلاثة أبناء.

## من مؤلفاته
- حدث في أفغانستان.
- القرآن والسلطان.
- الإسلام في الصين، سلسلة عالم المعرفة، الكويت، يوليو 1981.[6]
- إيران من الداخل - 1988.
- أزمة الوعي الديني - 1988.
- مواطنون لاذميون - 1990.
- حتى لا تكون فتنة - 1992.
- الإسلام والديمقراطية - 1993.
- التدين المنقوص - 1994.
- المفترون: خطاب التطرف العلماني في الميزان - 1996.
- إحقاق الحق - 1998.
- المقالات المحظورة - 1998.
- مصر تريد حلا - 1998.
- تزييف الوعي - 1999.
- طالبان: جند الله في المعركة الغلط - 2001.
- عن الفساد وسنينه - 2006.
- خيولنا التي لاتصهل - 2007.

## وصلات خارجية
- أرشيف لبعض مقالاته
- مقالات في الشرق القطرية
- حوار معه في موقع جريدة التجديد
- حوار معه في صحيفة المصري اليوم: مبارك ليس فلتة
- حوار معه في جريدة العربي الناصري
- أزمة قديمة: هويدي يوقف مقالاته للأهرام بسبب حذفها دون علمه
- بروفيل عن هويدى، الاهرام ويكلى الإنجليزية